# Iglesia de San Maclou (Ruan)
La iglesia de San Maclou (en francés: église Saint-Maclou) es una iglesia católica francesa de estilo gótico erigida en el centro de la ciudad de Ruan. La iglesia está dedicada a san Maclou —Maclovio o Malo—, uno de los siete santos fundadores de Bretaña que vivió en la región en el siglo VII.
La iglesia ha sido objeto de una clasificación a título de monumento histórico en la lista de 1840.
En 1996, el estado francés incluyó en la Lista Indicativa de Francia en la Unesco el sitio «Ruan: paisaje urbano con los bosques, la catedral y las iglesias de iglesia de Saint-Ouen y San Maclou».

## Arquitectura
La iglesia, una joya del arte gótico flamígero, fue construida entre 1437 y 1517. Tiene una fachada occidental, en la que se abre un rosetón, con un porche delante en arco de círculo de cinco tramos, rematados con gabletes calados. Los tres tramos centrales alojan tres puertas, dos de ellas de madera tallada, obra de huchiers —ebanistas, talladores de muebles— renacentistas. El portal principal tiene ornamentadas sus arquivoltas con escenas de la Resurrección de los muertos y sobre el tímpano un Juicio final. El porche sirve como soporte, en la esquina de las calles Martainville y Damietta, de la fuente Saint-Maclou.
La planta de la iglesia presenta un transepto que no sobresale de las capillas laterales. Saint-Maclou conserva la tradición normanda del tiburio, como la catedral de Notre Dame de Ruan, que además desempeña el papel de campanario. La flecha que lo corona, de 83 m de altura, es del siglo XIX y es obra del arquitecto Jacques-Eugène Barthélémy. El deambulatorio no tiene capilla axial y el coro tiene un ábside con cuatro lados, cuya característica principal es presentar un pilar en el eje del edificio, como en la contemporánea iglesia Nuestra Señora de Caudebec-en-Caux.
La sacristía, en el este del edificio, es un pastiche neorrenacentista, cuyas columnas de mármol son auténticas y proceden de Italia.
La iglesia sufrió grandes daños durante la Segunda Guerra Mundial, con la caída de dos bombas en 1944 que causaron muchos daños e incendios que dañaron especialmente las cubiertas. Además, luego sufrió los caprichos del clima y de la polución.
El interior del santuario, muy claro, está diseñado expresamente para recoger la mayor cantidad de luz. Esta es una de las razones por las que se nota la ausencia de capiteles en las columnas de la nave y del coro. También destaca la gran dimensión de los vanos que ocupan todo el espacio entre los tramos. El coro, muy reformado, no ha recuperado su hermosa madera barroca de antes de la guerra y sólo se ha conservado una capilla. La viga de gloria, del siglo XVIII, que separa el coro de la nave, fue preservada. Una de las capillas del sur del deambulatorio no ha sido reconstruida después de la guerra.

## Los vitrales
Pocas vidrieras antiguas han sobrevivido y las que se puede contemplar hoy día se mezclan a menudo con elementos modernos. Nótese, sin embargo, el árbol de Jessé del siglo XV por encima del portal norte, con Jessé sentado en un hábito nacido en Flandes, y sobre el portal sur, una Crucifixión.

## Los órganos
En el reverso de la fachada occidental se conserva un órgano renacentista, cuyas cualidades plásticas y acústicas son reconocidas. Su buffet es de Nicolas Castille.

## La restauración

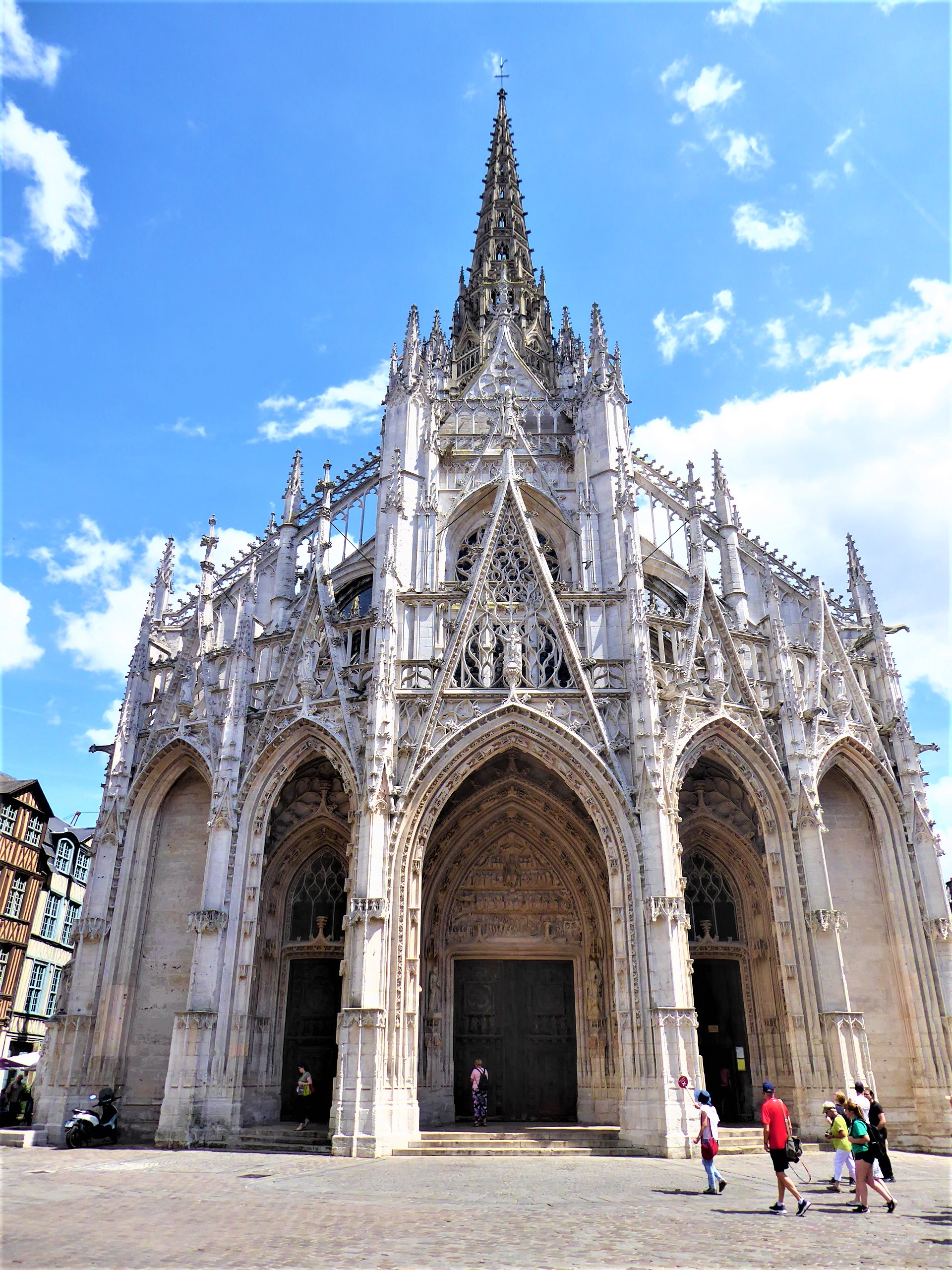
Vista de frente de la fachada.

En junio de 1944, los bombardeos de la ciudad causaron el desplome de las bóvedas del deambulatorio y del coro. El campanario o tiburio también amenazaba con colapsar. Se emprendieron enseguida los trabajos de consolidación y la iglesia fue parcialmente abierta al culto en 1965. El coro fue restaurado en 2000 y el tiburio se abrió de nuevo el 23 de junio de 2007.
En 2008, la ciudad de Ruan firmó uno de los primeros «Plan Patrimoine» con el Estado, la región y el departamento, por un montante de más de 7 millones de euros, para los trabajos que se considerasen necesarios.
La construcción comenzó en septiembre de 2011 y debía imperativamente estar completada a finales de 2013, ocupándose de todas las partes altas de la cubierta, de la fachada del transepto norte, y de la totalidad de la fachada occidental, remediando así el uso desafortunado, hacía unos 150 años, de piedras de calidad mediocre y las consecuencias que hoy se derivan de ello. Queda por tratar toda la fachada meridional, incluyendo la reconstrucción de la capilla de Santa Clotilde que espera desde 1944.

## Galería de imágenes

Exterior de la iglesia
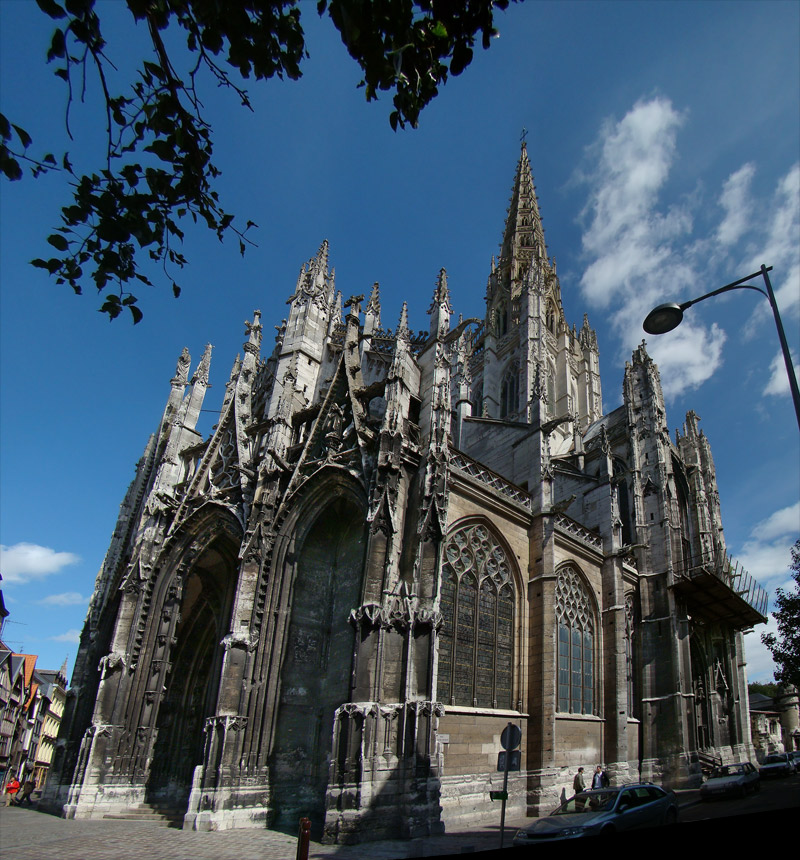
Vista desde el suroeste
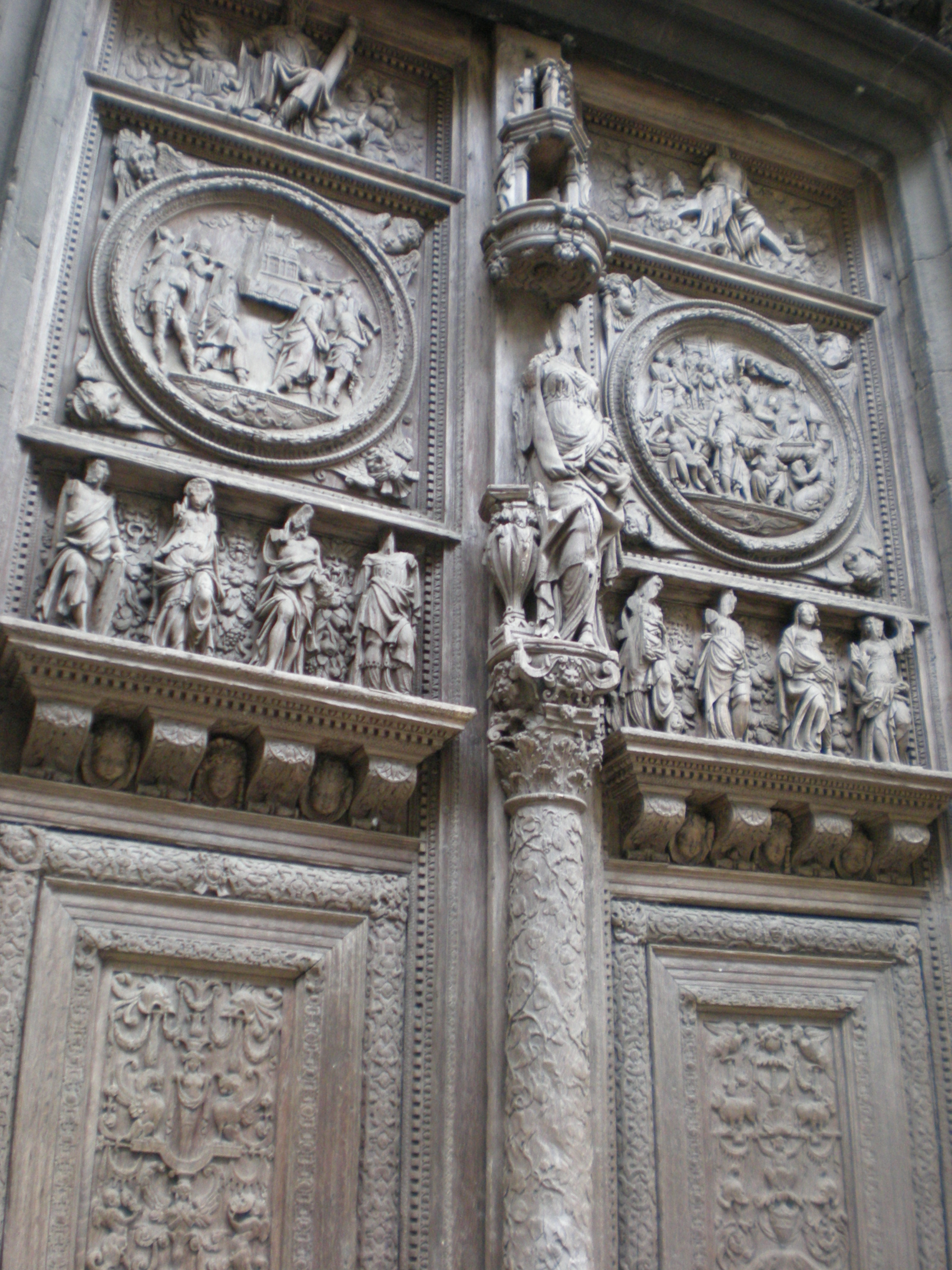
Los batientes renacentistas del porche norte
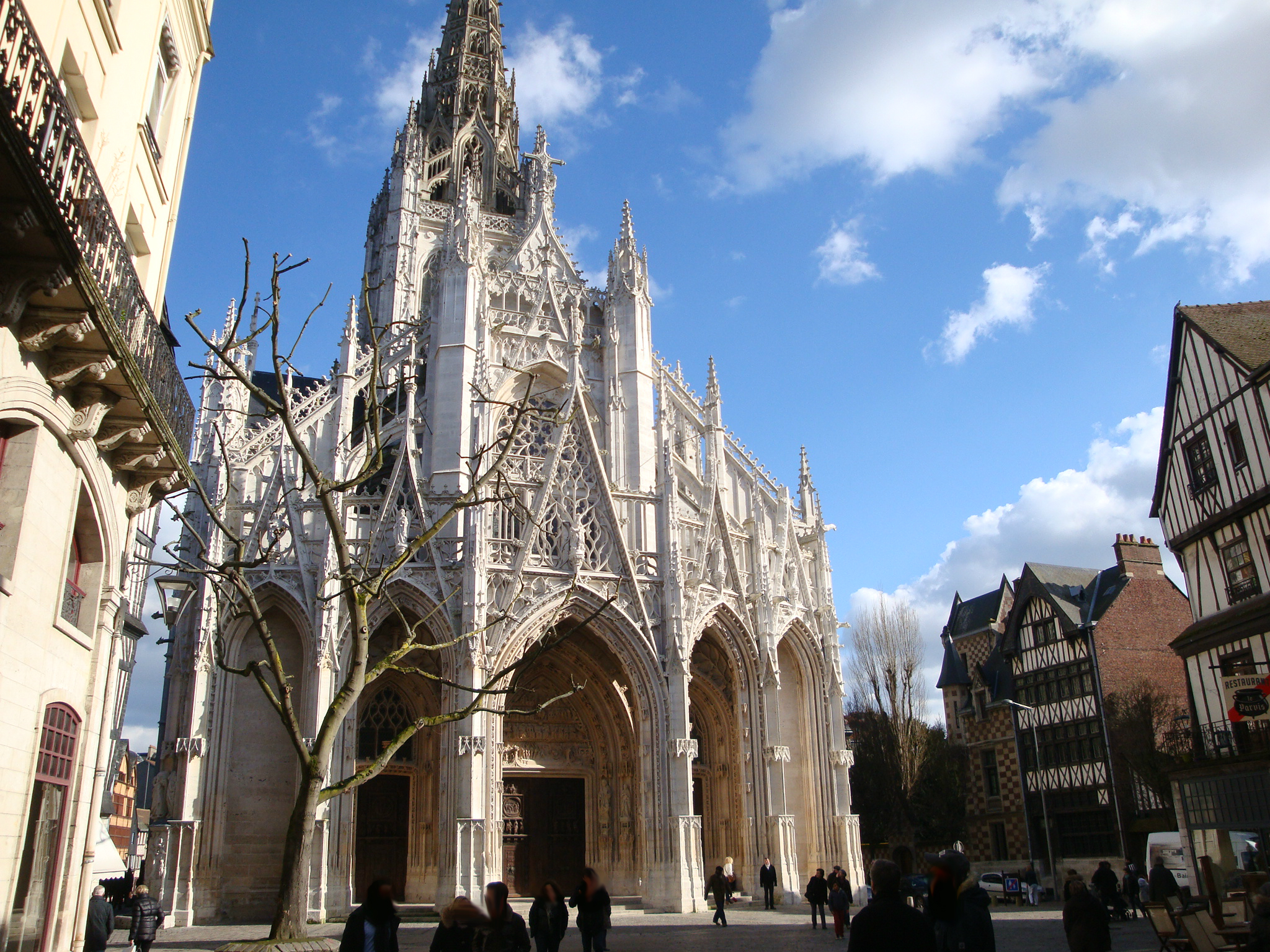
La fachada restaurada en marzo de 2014
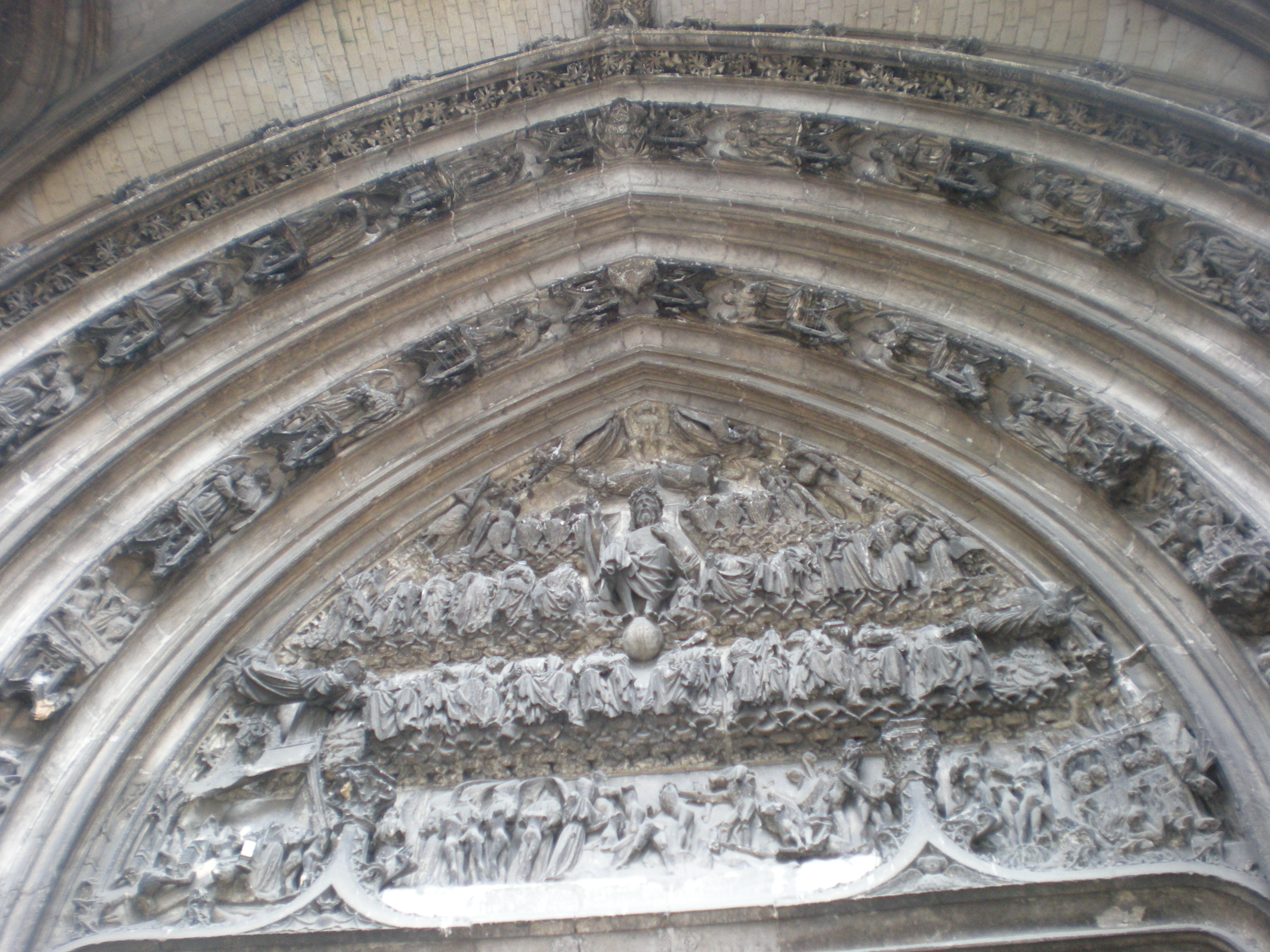
El portal oeste
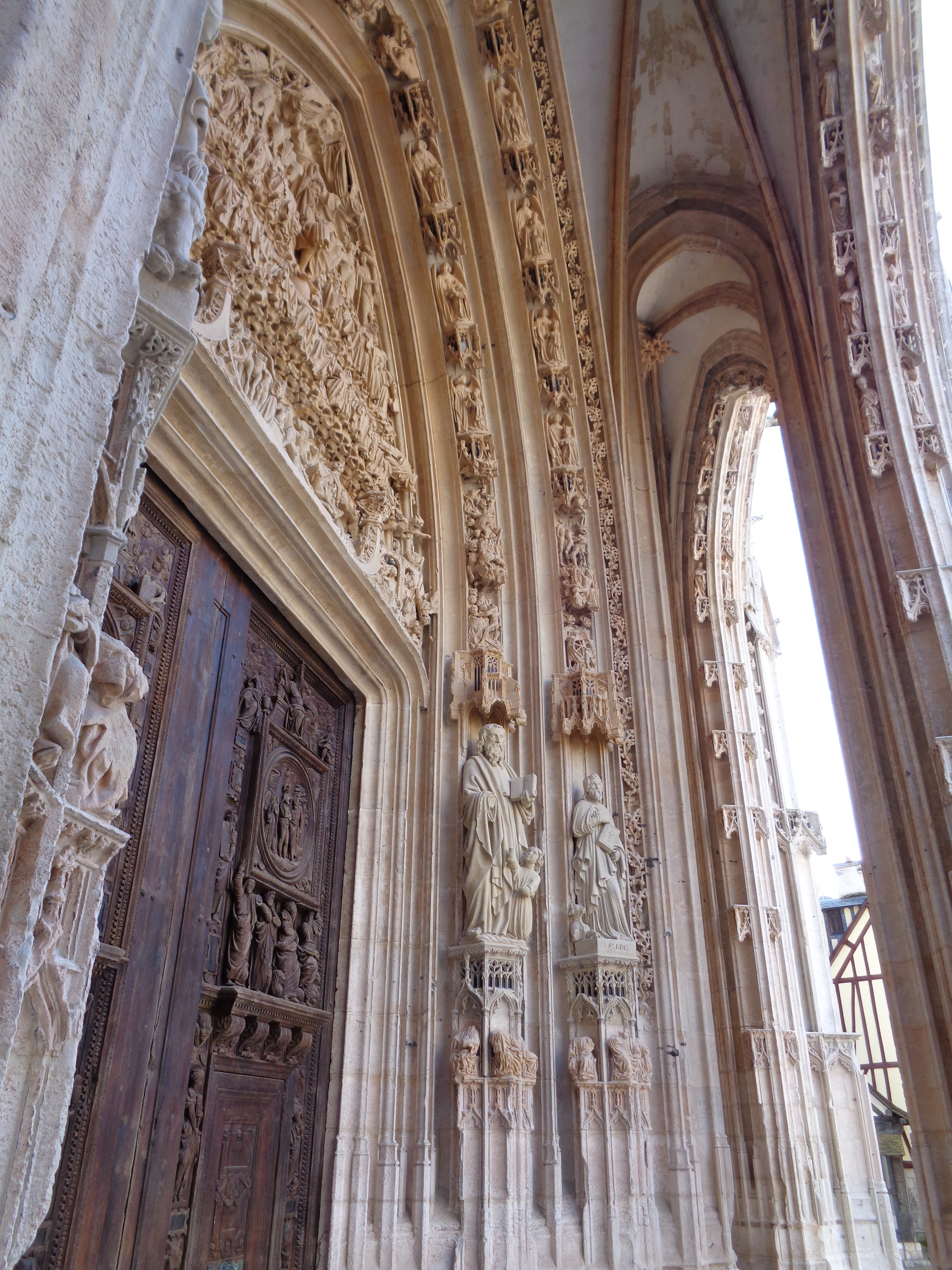
Portal renovado

Interior de la iglesia
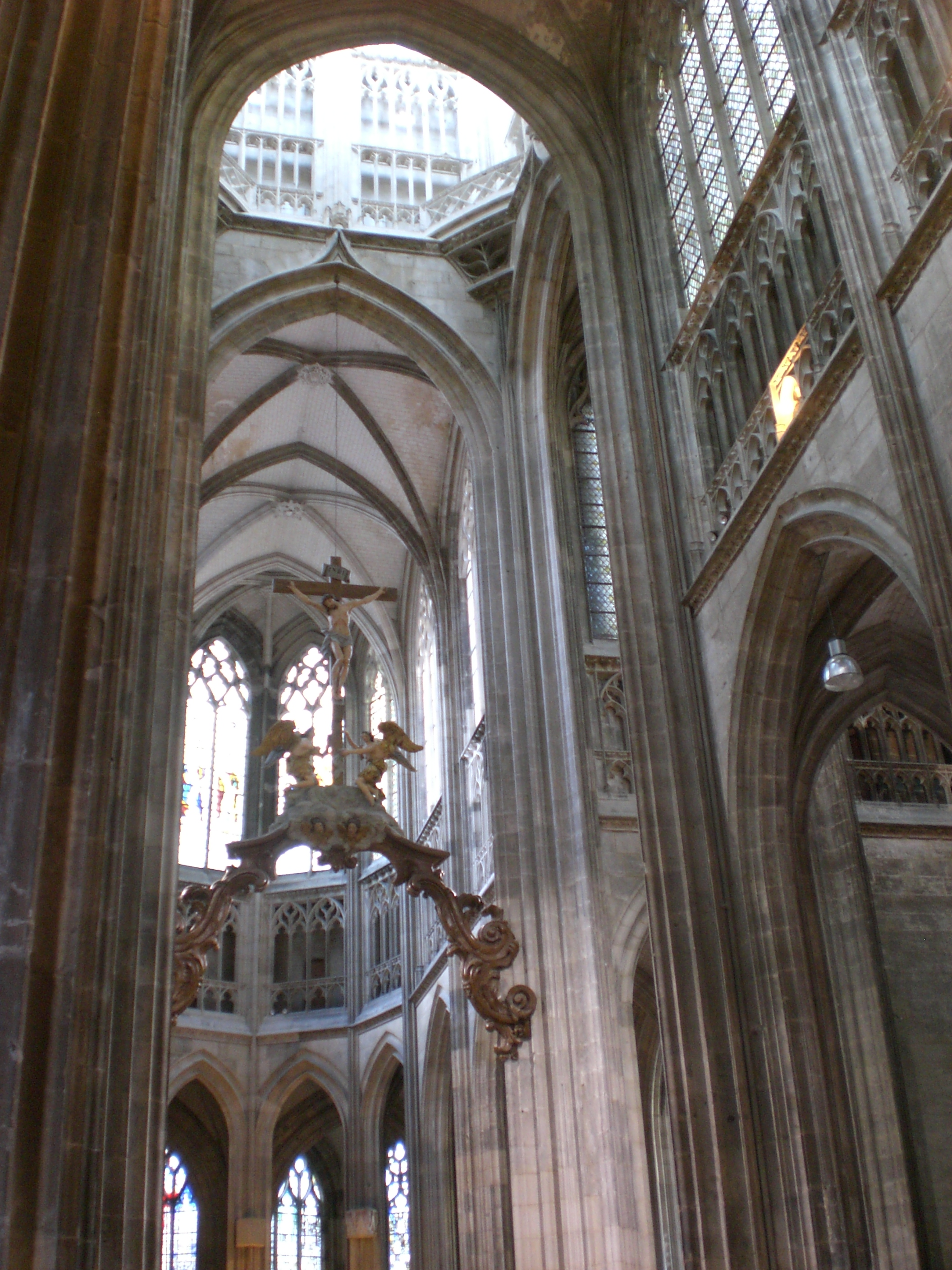
Nave interior
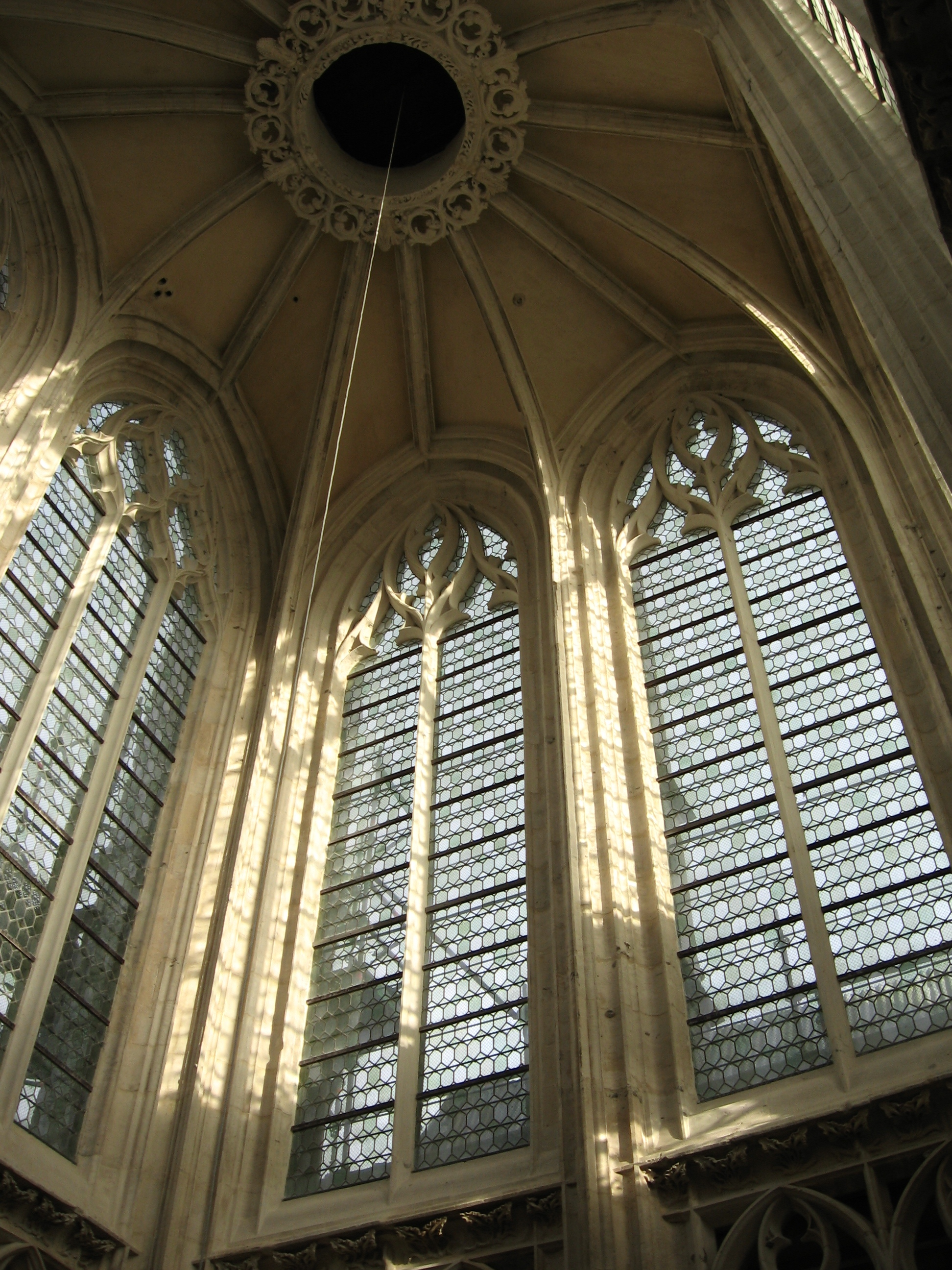
Interior del tiburio
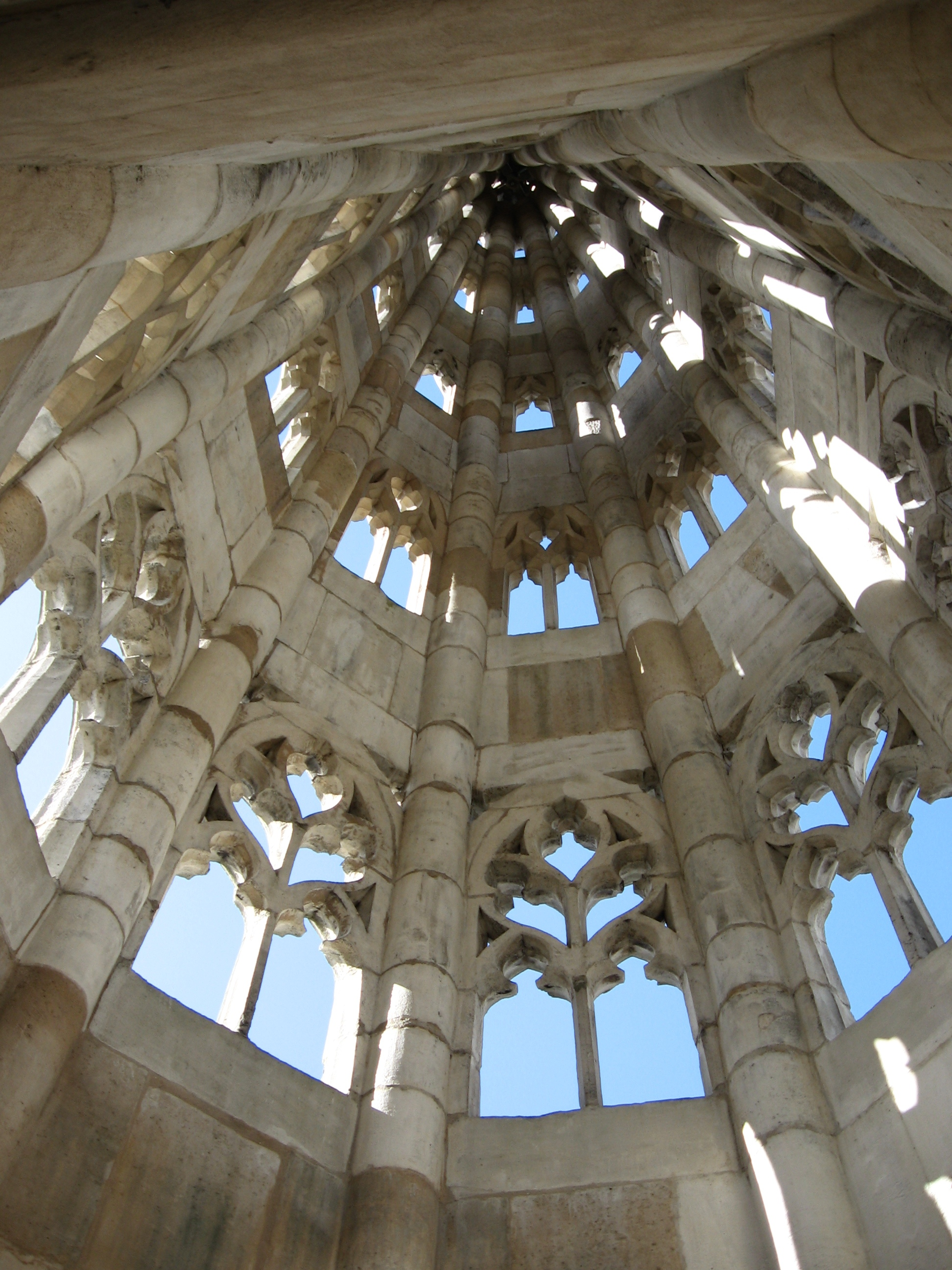
Interior del campanario
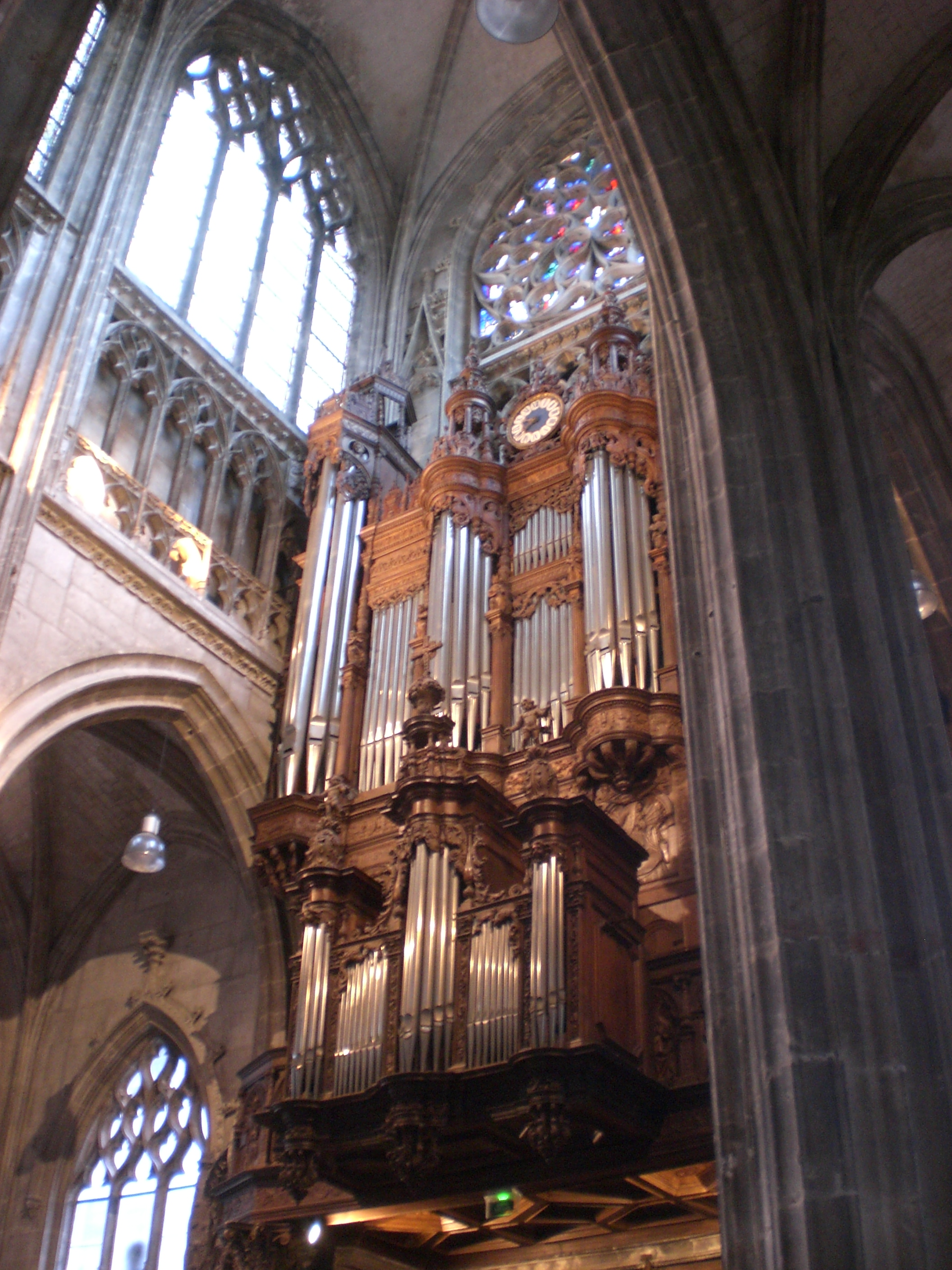
Vista del órgano

## Véase también

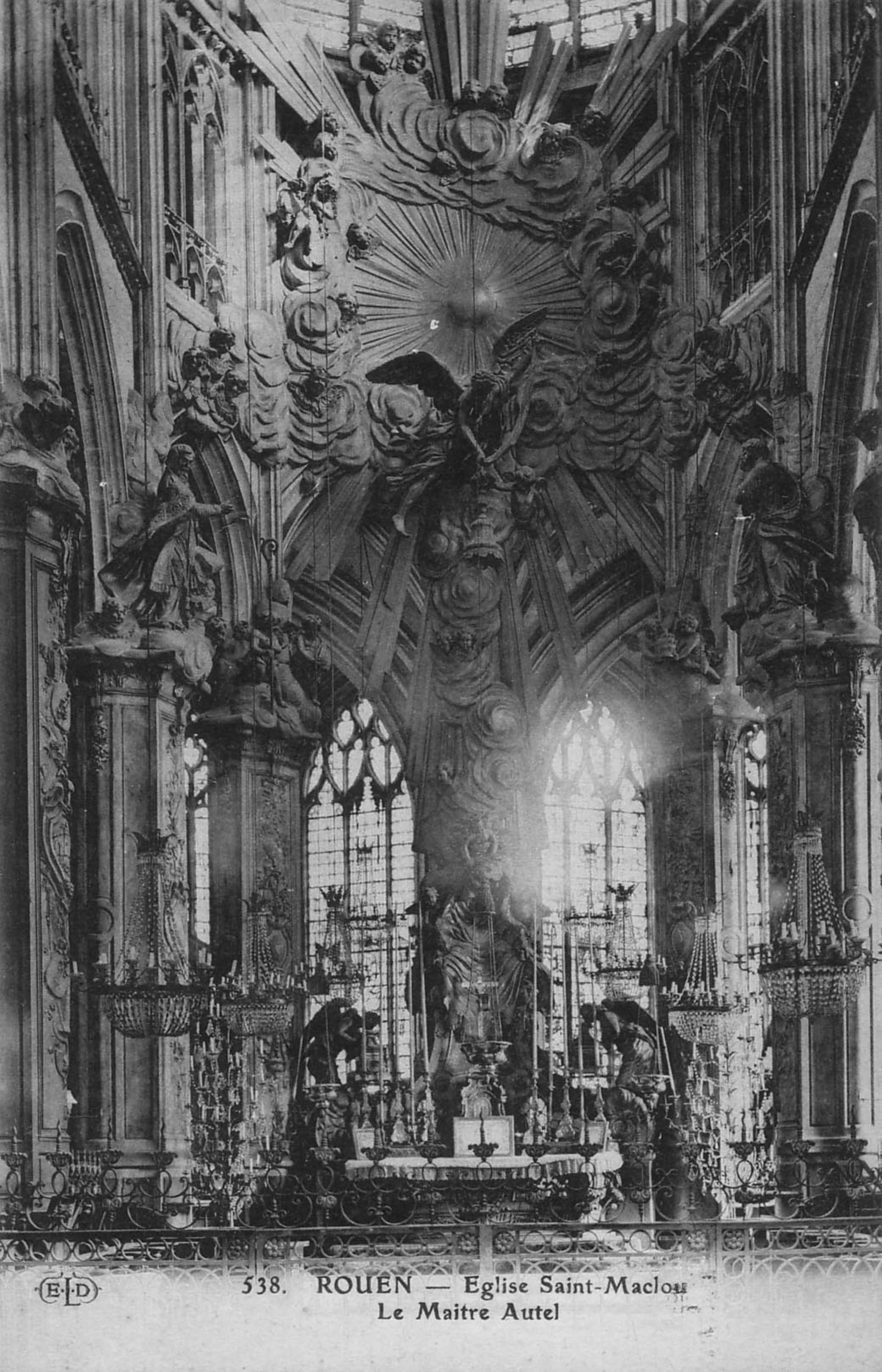
Antigua decoración de Defrance y Calais - Destruido en 1944